# Escuela Normal de Santiago
La Escuela Normal Juan Demóstenes Arosemena, fundada como Escuela Normal de Santiago, es un centro educativo secundario completo en la ciudad de Santiago, Provincia de Veraguas en Panamá. Inició labores el 5 de junio de 1938 destinado a la formación de maestros de enseñanza primaria, establecido en el interior de la República.
Su nombre lo obtuvo en honor a la memoria de Juan Demóstenes Arosemena, presidente de la República, quien falleció en el cargo el 16 de diciembre de 1939. La Escuela Normal de Santiago fue declarada monumento histórico nacional mediante Ley 54 de 12 de diciembre de 1984.
Su actual Directora es la Magíster Briseida de Batista.

## Estructura
Sus contornos hacen revivir la época colonial española. En 1988 los edificios ocupaban un área total de 42.500 m² que incluyen los dormitorios, el edificio de enseñanza, los jardines y sus patios. El frontis de la escuela se encuentra custodiada por dos leones tallados, realizados por Luis Caselli. El vestíbulo cuenta con cuatro águilas talladas en la parte superior.
En parte frontal de la escuela se encuentra una estatua en honor a Urracá (Ubarragá Maná Tigrí), personaje histórico veragüense y símbolo de la lucha de los pueblos originarios de Panamá contra la colonización española. 
La Escuela Normal Juan Demóstenes Arosemena cuenta con una capilla y un sacerdote. La biblioteca lleva el nombre de Carlos Francisco Changmarín, en honor al maestro, poeta y escritor veragüense.